# Keisuke Ishii
Keisuke Ishii (石井慧介, Ishii Keisuke), né le 6 février 1985 à Iruma, Saitama, est un catcheur (lutteur professionnel) japonais.

## Carrière

### Dramatic Dream Team (2008-...)
Lors de NEVER.4, il bat à nouveau Hiromu Takahashi.
Le 27 janvier, lui, Shigehiro Irie et Soma Takao perdent les KO-D 6-Man Tag Team Championship contre Monster Army (Antonio Honda, Daisuke Sasaki et Yuji Hino),.

### All Japan Pro Wrestling (2007, 2013-...)
Le 29 avril, lors d'un show de la Dramatic Dream Team, lui et Shigehiro Irie battent Burning (Jun Akiyama et Yoshinobu Kanemaru) et remportent les AJPW All Asia Tag Team Championship,.
Le 3 janvier, il conserve son titre contre Yuma Aoyagi.

## Palmarès
- All Japan Pro Wrestling
  - 1 fois AJPW All Asia Tag Team Championship avec Shigehiro Irie
  - 1 fois AJPW World Junior Heavyweight Championship

- Dramatic Dream Team
  - 6 fois KO-D 6-Man Tag Team Championship avec Shigehiro Irie et Soma Takao
  - 1 fois KO-D Tag Team Championship avec Shigehiro Irie
  - 1 fois DDT Extreme Division Championship
  - 6 fois Ironman Heavymetalweight Championship
  - 1 fois UWA World Trios Championship avec Hikaru Sato et Yoshihiko